# Поргера (місто)
Поргера (англ. Porgera, ток-пісін Pogera) — місто в Папуа Новій Гвінеї, у провінції Енга.

## Географія
Поргера розташована у центрі папуанської частини острова Нова Гвінея неподалік від золотодобувної шахти Поргера на висоті близько двох кілометрів над рівнем моря.

### Клімат
Місто знаходиться у зоні, котра характеризується вологим тропічним кліматом. Найтепліший місяць — січень із середньою температурою 19.8 °C (67.6 °F). Найхолодніший місяць — липень, із середньою температурою 18.6 °С (65.5 °F).
| Клімат Поргери          | Клімат Поргери | Клімат Поргери | Клімат Поргери | Клімат Поргери | Клімат Поргери | Клімат Поргери | Клімат Поргери | Клімат Поргери | Клімат Поргери | Клімат Поргери | Клімат Поргери | Клімат Поргери | Клімат Поргери |
| Показник                | Січ.           | Лют.           | Бер.           | Квіт.          | Трав.          | Черв.          | Лип.           | Серп.          | Вер.           | Жовт.          | Лист.          | Груд.          | Рік            |
| Середня температура, °C | 19,8           | 19,7           | 19,8           | 19,6           | 19,5           | 18,8           | 18,6           | 18,9           | 19,1           | 19,6           | 19,6           | 19,8           | 19,4           |
| Норма опадів, мм        | 288.4          | 307.5          | 341.8          | 291.9          | 259.7          | 225.3          | 213.9          | 253.5          | 252.1          | 303.6          | 262.4          | 298.1          | 3298.2         |
| Днів з опадами          | 24,8           | 24,4           | 25,5           | 24,9           | 25,3           | 24,5           | 24,4           | 22,5           | 23,1           | 22,5           | 22,7           | 23,4           | 288            |
| Вологість повітря, %    | 77.4           | 77.6           | 78.2           | 78.5           | 81.4           | 81.9           | 83.6           | 81.3           | 78.3           | 76.6           | 75.8           | 77.2           | 79             |
| ----------------------- | -------------- | -------------- | -------------- | -------------- | -------------- | -------------- | -------------- | -------------- | -------------- | -------------- | -------------- | -------------- | -------------- |
| Джерело: Weatherbase    |                |                |                |                |                |                |                |                |                |                |                |                |                |